# Tore Rydman
Tore Rydman (ur. 11 października 1914 w Norrköping, zm. 3 stycznia 2003) – szwedzki curler.
Rydman grając na pozycji czwartej w lekarskiej drużynie Börje Holmgrena z Örebro Curlingklubb triumfował w mistrzostwach Szwecji 1965. W Mistrzostwach Świata 1965 reprezentacja kraju z bilansem 3 wygranych i 2 porażek awansowała do fazy finałowej. W półfinale Szwedzi wynikiem 5:14 przegrali przeciwko Amerykanom (Bud Somerville), Szwecji przyznano wówczas pierwsze medale w historii mistrzostw. W 1966 włączono go do Stor Grabb, alei sław szwedzkiego curlingu.
Z wykształcenia był lekarzem radiologiem, studiował w Norrköping i Uppsali. Był ojcem piątki dzieci.

## Drużyna
|           | Czwarty     | Trzeci            | Drugi        | Otwierający    |
| --------- | ----------- | ----------------- | ------------ | -------------- |
| 1964/1965 | Tore Rydman | Gunnar Kullendorf | Sigurd Rydén | Börje Holmgren |